# Cervejaria da Trindade

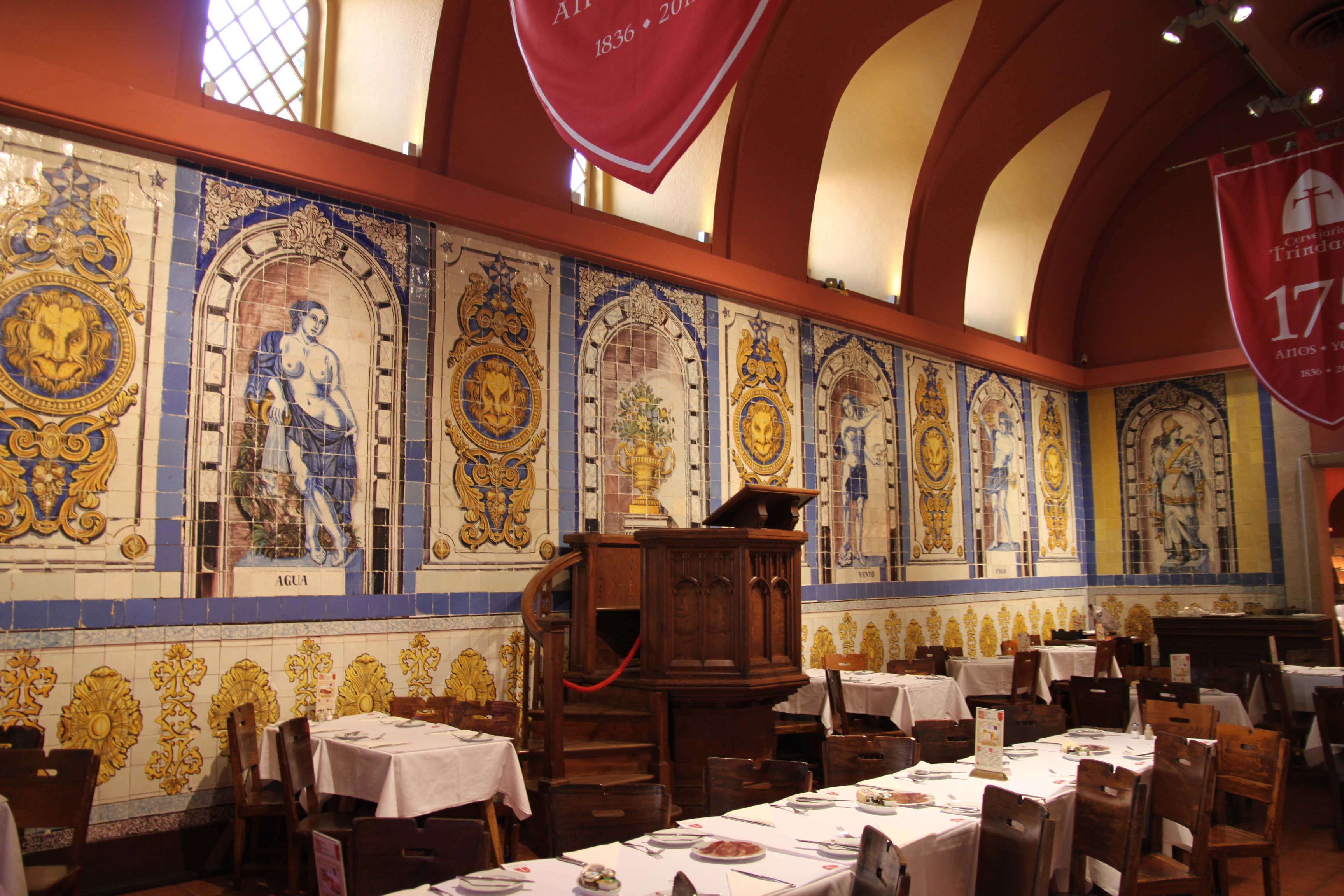
Azulejos in der Cervejaria da Trindade

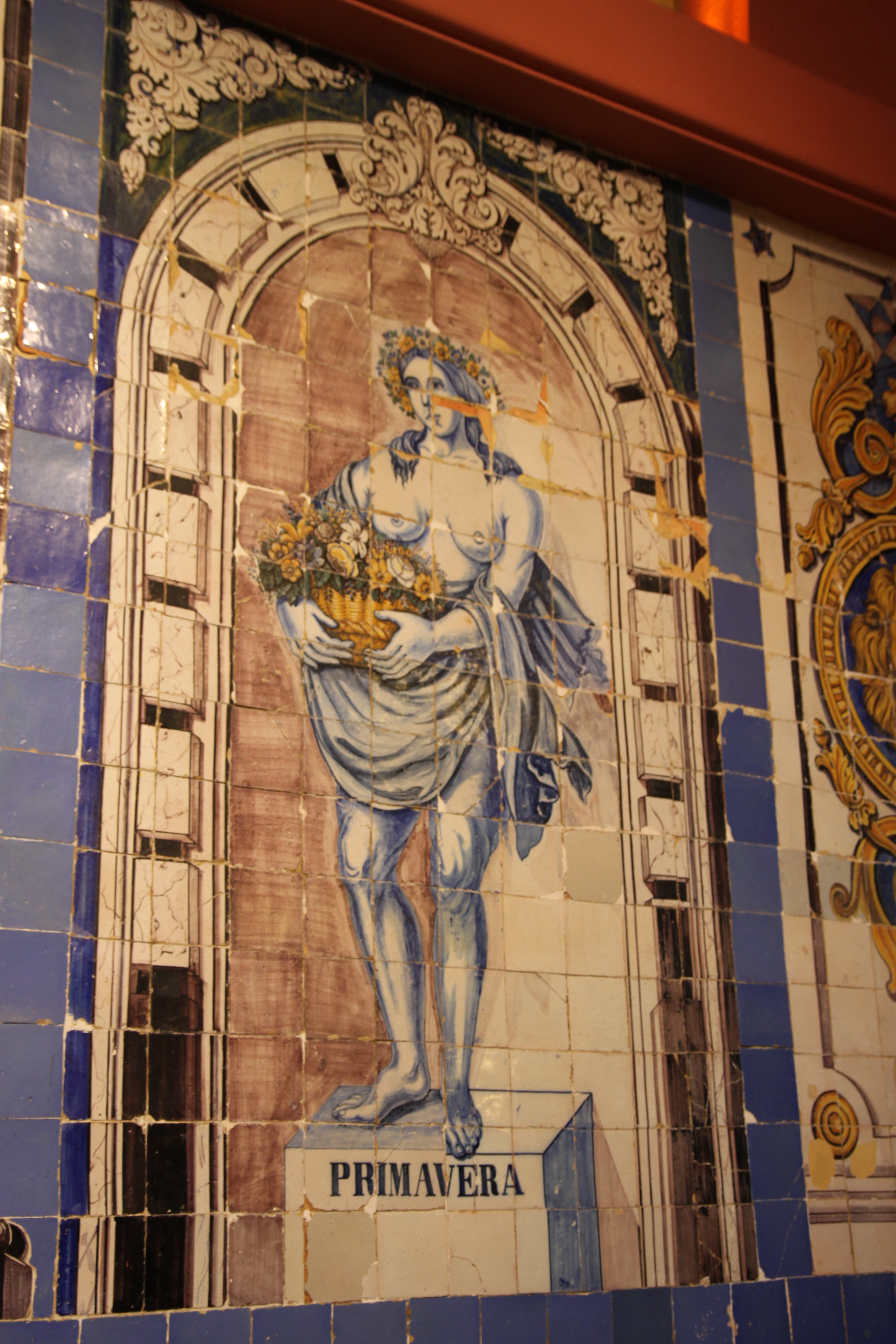
Allegorie des Frühlings

Die Cervejaria da Trindade (deutsch „Bierschenke zur Dreifaltigkeit“) ist eine Taverne in der portugiesischen Hauptstadt Lissabon. Sie befindet sich im Stadtteil Chiado im ehemaligen Refektorium eines mittelalterlichen Klosters.

## Die Geschichte des Lokals
Vor rund achthundert Jahren befand sich an dieser Stelle das Kloster der Allerheiligsten Dreifaltigkeit der Trinitarier-Mönche zur Befreiung von Gefangenen. Es wurde im Jahre 1294 gegründet und verdankte seinem Namen der Berufung der Mönche, christliche Gefangene von den Mauren freizukaufen. Im Jahre 1704 fiel es einem Brand zum Opfer. 1755 wurde das Kloster durch das berühmte Erdbeben zerstört und nach seinem Wiederaufbau wurde es im Jahre 1756 erneut von den Flammen eines Brandes zerstört. Im Jahr 1834, in dem die religiösen Orden aufgelöst wurden, verschwand das Kloster vollends. 1836 kaufte Manoel Garcia, Unternehmer aus Galicien, das Grundstück und errichtet dort die erste Bierbrauerei mit dem Namen Fábrica da Cerveja da Trindade in Portugal. Bald darauf entstand die erste Bierschenke (Cervejaria) im Land. Sie bestand aus vier Räumen und einem Innenhof, der genau an der Stelle des einstigen Kreuzgangs angelegt war. 1863 ließ er die Wände des Raumes von „Ferreira das Tabuletas“ mit Azulejos verkleiden, die neben heraldischen und mutmaßlich freimaurerischen Motiven Allegorien der vier Jahreszeiten und der vier Elemente zeigen. Am Tresen saßen Vertreter der Bohème, Angestellte wie Künstler, Politiker und Schriftsteller.
Seit 1986 führt die Stadt Lissabon die Cervejaria in ihrem Kulturerberegister. Seit Oktober 2007 wird die Cervejaria von Portugalia, Portugals größter Restaurantkette, bewirtschaftet. Serviert wird nach wie vor traditionelle portugiesische Hausmannskost.